# Agum II
Agum II fue uno de los primeros reyes de la dinastía casita en Babilonia, que reinó en el siglo XVI a. C., y el primero del que se tienen noticias ciertas.
En un documento real, se declara extranjero en Babilonia, pero llamado por los dioses del país, lo que le da legitimidad, atribuyéndose la restitución de las estatuas de Marduk y Sarpanitu, la pareja divina tutelar de Babilonia, robada por los hititas, al parecer al final de la I dinastía. De acuerdo con la tradición babilonia, lo que ocurre en el mundo de los hombres es un reflejo de la voluntad divina, por lo que si el robo de las estatuas fue un castigo divino por algún pecado de sus habitantes, su vuelta era la prueba de su perdón, y de la legitimidad de la nueva dinastía.
Agum II se declara «rey de los casitas», «rey de los acadios» y «rey de Babilonia». En realidad, el título de rey entre los casitas sólo significaba ser jefe con autoridad sobre un grupo de soldados instalados en un territorio determinado.